# Urszula Lesiak
Urszula Lesiak est une monteuse et scénariste polonaise.

## Filmographie

### Monteuse
- 2013 : Yémen, le cri des femmes (documentaire télévisé)
- 2012 : L'histoire de nos petites morts
- 2011 : Dans les pas de Marie Curie (documentaire)
- 2009 : La France Des Camps, 1938-1946 (documentaire)
- 2009 : Les yeux de Simone (court-métrage)
- 2009 : Central Nuit (série télévisée) (6 episodes)
- 2007 : Notre rue (documentaire télévisé)
- 2005 : Daddy, Daddy USA (documentaire)
- 2004 : Tout un hiver sans feu
- 2004 : Terre et Cendres
- 2003 : Snowboarder
- 1998 : Le rire du bourreau (court-métrage)
- 1998 : Le nain rouge
- 1995 : Tom est tout seul
- 1994 : Trois couleurs : Blanc

### Scénariste
- 2011 : Dans les pas de Marie Curie (documentaire)